# Kyrkbäckträsket
Kyrkbäckträsket är en sjö i Skellefteå kommun i Västerbotten och ingår i Skellefteälvens huvudavrinningsområde.